# Institut supérieur des métiers de l'audiovisuel
« ISMA » redirige ici. Pour l’article homophone, voir .
Pour les articles homonymes, voir ISMA.
 (octobre 2019).
L'Institut supérieur des Métiers de l'Audiovisuel (ISMA), est un établissement d'enseignement supérieur technique privé, fondé au Bénin en 2006. Il propose des formations professionnelles de niveaux licence et master.

## Historique

### Administration[2]
- Président - Fondateur : Marcellin Zannou
- Président du Conseil Scientifique et Pédagogique : Ascension Bogniaho
- Directeur : Noukpo Agossou

## Cursus[3]
Les parcours proposés à l'ISMA sont :
- journalisme audiovisuel ;
- réalisation cinéma et TV ;
- métiers de l'image ;
- métiers du son ;
- montage et postproduction ;
- gestion de la production ;
- ingénierie et exploitation des équipements.

## Récompenses
Lors de la XIIème édition du festival Clap-Ivoire, tenue à Abidjan du 4 au 8 septembre 2012, des étudiants de l'ISMA ont, grâce à leurs productions, remporté un total de quatre trophées pour le compte de leurs pays d'origine, le Bénin et le Togo.

## Pour approfondir